# Gérard Larrousse
Gérard Larrousse (Lyon, Francia, 23 de mayo de 1940) es un piloto y director de equipo de automovilismo francés que obtuvo numerosos éxitos en rally y sport prototipos.
Logró 12 victorias en el Campeonato Mundial de Resistencia, entre ellas las 24 Horas de Le Mans de 1973 y 1974, y las 12 Horas de Sebring de 1971. También obtuvo seis títulos consecutivos en el Campeonato de Francia de Circuitos, fue subcampeón del Campeonato Europeo de Sport Prototipos, y obtuvo triunfos en el Campeonato Europeo de Turismos.
Por otra parte, Larrousse fue dos veces campeón de Francia de rally, donde ganó numerosas pruebas, y trabajó como director de los equipos Renault, Ligier y Larrousse.

## Trayectoria
Larrousse fue segundo en el Campeonato de Francia de Rally de Asfalto en 1967 (con un Alpine-Renault A110) y 1970 (con un Porsche 911). Triunfó en el Tour de Francia Automovilístico de 1969, 1971 y 1974, así como en el Tour de Córcega de 1969. También resultó segundo absoluto en el Rally de Monte Carlo de 1969, 1970 y 1972, y primero en la clase 1 en 1973. Asimismo, fue primero en la clase 3 en el Rally RAC 1970.
Larrousse disputó ocho ediciones de las 24 Horas de Le Mans entre 1967 y 1974. Fue ganador absoluto en 1973 y 1974 con el equipo oficial Matra, y segundo absoluto en 1969 y 1970 con Porsche. Asimismo, ganó las 12 Horas de Sebring de 1971 como piloto oficial de Porsche, los 1000 km de Nürburgring y las 6 Horas de Watkins Glen, totalizando 12 victorias en el Campeonato Mundial de Resistencia.
El piloto obtuvo el Campeonato de Francia de Circuitos seis veces consecutivas entre 1969 y 1974. En 1972, ganó dos pruebas del Campeonato Europeo de Turismos junto a Jochen Mass al volante de un Ford Capri oficial, por lo que quedó tercero en el campeonato. En 1974, el francés resultó segundo en el Campeonato Europeo de Sport Prototipos, y triunfó en la Targa Florio con un Lancia Stratos.
Larrousse también corrió en monoplazas, disciplina en la que resultó cuarto en la Fórmula 2 Europea 1975. En 1974 disputó dos fechas de Fórmula 1 con un Brabham del equipo Finotto: abandonó en Bélgica y no clasificó en Francia.
En 1976 se retiró como piloto, y pasó a trabajar como director de Renault Sport hasta 1984. Bajo su gestión, la marca francesa obtuvo victorias en la Fórmula 1, las 24 Horas de Le Mans de 1978 y el Rally de Montecarlo de 1981.
En 1985 y 1986, el francés se desempeñó como director deportivo del Equipe Ligier. Luego fundó su propio equipo, Larrousse, que participó en Fórmula 1 desde 1987 hasta 1994. Su mejor resultado de campeonato fue sexto en 1990.
Larrousse volvió a pilotar en el Campeonato Francés de GT 1999, y al año siguiente fue campeón de la clase GT Cup del certamen.

## Resultados

### Fórmula 1
(Clave) (negrita indica pole position) (cursiva indica vuelta rápida)

| Año     | Escudería        | 1   | 2   | 3   | 4   | 5       | 6   | 7   | 8   | 9       | 10  | 11  | 12  | 13  | 14  | 15  | Pos. | Puntos |
| ------- | ---------------- | --- | --- | --- | --- | ------- | --- | --- | --- | ------- | --- | --- | --- | --- | --- | --- | ---- | ------ |
| 1974    | Scuderia Finotto | ARG | BRA | RSA | ESP | BEL Ret | MON | SWE | NED | FRA DNQ | GBR | GER | AUT | ITA | CAN | USA | NC   | 0      |
| Fuente: |                  |     |     |     |     |         |     |     |     |         |     |     |     |     |     |     |      |        |